# Scott Neustadter
Scott Neustadter é um roteirista profissional. Muitas vezes ele trabalha com seu parceiro de escrita, Michael Weber. Os dois escritores escreveram os roteiros para (500) Days of Summer e The Pink Panther 2. 500 Days of Summer é baseado em dois relacionamentos reais que Neustadter teve.
Neustadter nasceu e cresceu em Margate, Nova Jersey. Ele estudou na Atlantic City High School, na Universidade da Pensilvânia e pós-graduou-se na London School of Economics.
Neustadter visitou Los Angeles, Califórnia, e logo depois se mudou para Santa Monica, onde mora atualmente.